# Através de Flandres de 2017
A 72.ª edição da clássica ciclista Através de Flandres (nome oficial: Dwars door Vlaanderen) teve lugar a 22 de março de 2017 sobre um percurso de 203,4 km com início na cidade de Roeselare e final em Waregem.
A competição fez parte do UCI World Tour de 2017 pela primeira vez 1.uwT. calendário ciclístico de máximo nível mundial, sendo a décima corrida de dito circuito. Previamente a corrida fazia parte da categoria 1.hc no calendário UCI Europe Tour desde 2005.
A prova foi vencida pelo corredor local Yves Lampaert do Quick-Step Floors, quem conseguiu a vitória em solitário após atacar a 7,5 km da meta a um grupo formado por seu colega de equipa Philippe Gilbert, quem terminou segundo; Alexey Lutsenko (Astana), o qual finalizou terceiro e Luke Durbridge do Orica-Scott que finalizou em quarta posição.

## Percorrido
O percurso é similar à edição do 2016, com saída na cidade de Roeselare e chegada na cidade de Waregem sobre uma distância de 203,4 km. O percurso incluiu 4 trechos planos de pavé e 12 muros, alguns deles com zonas de empedrado:
A competição faz parte do calendário de clássicas de pavé, onde os primeiros 90 km não têm muita dificuldade. Os últimos 110 km concentraram 12 cotas, onde se destacava os muros do Paterberg e o Oude Kwaremont.
| Muros  | Muros            | Muros | Muros           | Muros              | Muros               | Muros             |
| Número | Nome             | Km    | Comprimento (m) | Pendente média (%) | Pendente máxima (%) | Categoria         |
| ------ | ---------------- | ----- | --------------- | ------------------ | ------------------- | ----------------- |
| 1      | Nieuwe Kwaremont | 91    | 2.000           | 4,2 %              | 8 %                 | *                 |
| 2      | Kattenberg       | 110   | 740             | 5,9 %              | 8,2 %               | * · *             |
| 3      | Leberg           | 122   | 700             | 6,1 %              | 14 %                | * · *             |
| 4      | Berendries       | 127   | 900             | 7,2 %              | 14 %                | * · * · *         |
| 5      | Valkenberg       | 132   | 540             | 8,1 %              | 12,8 %              | * · * · * · *     |
| 6      | Eikenberg        | 144   | 1.250           | 5,8 %              | 10 %                | * · * · * · *     |
| 7      | Taaienberg       | 150   | 530             | 6,6 %              | 15,8 %              | * · * · * · * · * |
| 8      | Oude Kwaremont   | 168   | 1.500           | 4 %                | 11,6 %              | * · *             |
| 9      | Paterberg        | 171   | 365             | 12,9 %             | 20,3 %              | * · * · * · * · * |
| 10     | Vossenhol        | 182   | 1.400           | 6,5 %              | 9 %                 | * · *             |
| 11     | Holstraat        | 187   | 1.000           | 5,2 %              | 12 %                | * · *             |
| 12     | Nokereberg       | 194   | 500             | 5,7 %              | 6,7 %               | *                 |

| 1 | Holleweg       | 111 | 1.500 |
| 2 | Haaghoek       | 120 | 1.700 |
| 3 | Varentstraat   | 177 | 2.000 |
| 4 | Herlegemstraat | 197 | 800   |

## Equipas participantes
Tomaram parte na corrida 21 equipas: 16 de categoria UCI World Tour de 2017 convidados pela organização; 5 de categoria Profissional Continental. Formando assim um pelotão de 197 ciclistas dos que acabaram 162. As equipas participantes foram:
| Equipes WorldTeam (16)- AG2R La Mondiale - Astana - Bahrain-Merida - BMC Racing Team - Bora-Hansgrohe - Cannondale-Drapac - FDJ - Katusha-Alpecin - Lotto NL-Jumbo - Lotto-Soudal - Movistar Team - Orica-Scott - Quick-Step Floors - Team Sunweb - Trek-Segafredo - UAE Team Emirates Equipes profissionais Continentais (9)- Cofidis, Solutions Crédits - Direct Énergie - Gazprom-RusVelo - Israel Cycling Academy - Roompot-Nederlandse Loterij - Sport Vlaanderen-Baloise - Verandas Willems-Crelan - Wanty-Groupe Gobert - WB-Veranclassic-Aqua Protect |
| |

## Classificações finais
- As classificações finalizaram da seguinte forma:[5]

### Classificação geral
| \| Classificação geral \| Classificação geral \| Classificação geral \| Classificação geral \| Classificação geral \| \| Ciclista \| Ciclista \| Equipe \| Tempo \| \| \| ------------------- \| ------------------- \| -------------------------- \| ------------------- \| ------------------- \| \| 1. \| Yves Lampaert \| Quick-Step Floors \| 4h47m26s \| \| \| 2. \| Philippe Gilbert \| Quick-Step Floors \| + 39s \| \| \| 3. \| Alexey Lutsenko \| Astana \| + 39s \| \| \| 4. \| Luke Durbridge \| Orica-Scott \| + 39s \| \| \| 5. \| Dylan Groenewegen \| LottoNL-Jumbo \| + 1m03s \| \| \| 6. \| Oliver Naesen \| AG2R La Mondiale \| + 1m03s \| \| \| 7. \| Tiesj Benoot \| Lotto-Soudal \| + 1m03s \| \| \| 8. \| Dylan van Baarle \| Cannondale-Drapac \| + 1m03s \| \| \| 9. \| Mitchell Docker \| Orica-Scott \| + 1m03s \| \| \| 10. \| Florian Sénéchal \| Cofidis, Solutions Crédits \| + 1m03s \| \| |                   |                            |          |
| |                   |                            |          |
| Fonte: ProCyclingStats |                   |                            |          |
| Classificação geral |                   |                            |          |
| Ciclista | Ciclista          | Equipe                     | Tempo    |
| 1. | Yves Lampaert     | Quick-Step Floors          | 4h47m26s |
| 2. | Philippe Gilbert  | Quick-Step Floors          | + 39s    |
| 3. | Alexey Lutsenko   | Astana                     | + 39s    |
| 4. | Luke Durbridge    | Orica-Scott                | + 39s    |
| 5. | Dylan Groenewegen | LottoNL-Jumbo              | + 1m03s  |
| 6. | Oliver Naesen     | AG2R La Mondiale           | + 1m03s  |
| 7. | Tiesj Benoot      | Lotto-Soudal               | + 1m03s  |
| 8. | Dylan van Baarle  | Cannondale-Drapac          | + 1m03s  |
| 9. | Mitchell Docker   | Orica-Scott                | + 1m03s  |
| 10. | Florian Sénéchal  | Cofidis, Solutions Crédits | + 1m03s  |

## UCI World Ranking
Através de Flandres outorga pontos para o UCI World Tour de 2017 e o UCI World Ranking, este último para corredores das equipas nas categorias UCI Pro Team, Profissional Continental e Equipas Continentais. A seguinte tabela são o barómetro de pontuação e os corredores que obtiveram pontos:
| Posição   | 1º  | 2º  | 3º  | 4º  | 5º  | 6º  | 7º | 8º | 9º | 10º |
| Pontuação | 300 | 250 | 215 | 175 | 120 | 115 | 95 | 75 | 60 | 50  |

| 1.º  | Yves Lampaert     | Quick-Step Floors          | 300 |
| 2.º  | Philippe Gilbert  | Quick-Step Floors          | 250 |
| 3.º  | Alexey Lutsenko   | Astana                     | 215 |
| 4.º  | Luke Durbridge    | Orica-Scott                | 175 |
| 5.º  | Dylan Groenewegen | LottoNL-Jumbo              | 120 |
| 6.º  | Oliver Naesen     | AG2R La Mondiale           | 115 |
| 7.º  | Tiesj Benoot      | Lotto Soudal               | 95  |
| 8.º  | Dylan van Baarle  | Cannondale-Drapac          | 75  |
| 9.º  | Mitchell Docker   | Orica-Scott                | 60  |
| 10.º | Florian Sénéchal  | Cofidis, Solutions Crédits | 50  |